# Owen Chamberlain
Owen Chamberlain (10. července 1920 San Francisco, Kalifornie – 28. února 2006 Berkeley, Kalifornie) byl významný americký fyzik, který svým výzkumem srážek protonů a návrhy detektorů částic přispěl nemalou měrou k rozvoji experimentální částicové fyziky. Proslavil se zejména objevem antiprotonu, za což obdržel společně s Emiliem Segrèm Nobelovu cenu za fyziku v roce 1959.
Byl profesorem fyziky na univerzitě v Berkeley v letech 1958–1989 a od roku 1989 emeritním profesorem. Byl členem Americké fyzikální společnosti (Fellow of the American Physical Society) a americké Národní akademie věd (National Academy of Sciences) a za svůj život získal řadu ocenění.

## Život
Owen Chamberlain se narodil 10. července 1920 v San Franciscu. Jeho otec W. Edward Chamberlain byl radiolog se zájmem o fyziku a jeho matka se za svobodna jmenovala Genevieve Lucinda Owen.
Studoval fyziku na Dartmouth College v Hanoveru (New Hampshire, USA), kde získal bakalářský titul (A.B.) v roce 1941. Poté přešel na Kalifornskou univerzitu do Berkeley, ale jeho studia byla přerušena zapojením se Spojených států amerických do 2. světové války. Začátkem roku 1942 se Chamberlain zapojil do tajného projektu Manhattan v Los Alamos (New Mexico, USA), jehož cílem bylo vyrobit atomovou bombu. Chamberlainovým úkolem byl výzkum jaderných srážek se středně energetickými neutrony a přirozeného štěpení těžkých prvků. Na tomto projektu pracoval společně s Emiliom Segrè jak v Los Alamos, tak v Berkeley.
Po válce pokračoval v postgraduálním studiu na Chicagské univerzitě pod vedením slavného fyzika Enrica Fermiho. Fermi měl velký význam pro budoucí vědeckou dráhu Chamberlaina, neboť ho motivoval a podpořil, aby se namísto prestižní teoretické fyziky začal věnovat experimentální fyzikou. Ve své doktorské práci se zabýval difrakcí pomalých neutronů a titul Ph.D. obdržel oficiálně od Chicagské univerzity v roce 1949.

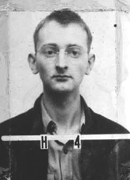
Chamberlainova fotografie na identifikačním průkazu v Los Alamos

V roce 1948 přijal Chamberlain učitelské místo na Kalifornské univerzitě v Berkeley, kde byl později v roce 1958 jmenován profesorem fyziky. Společně s profesorem Emiliem Segrèm, Clydem Wiegandem a dalšími se v 50. letech zabýval protonovými srážkami. Série jejich experimentů vedla v roce 1955 k objevu antiprotonu (záporně nabitého protonu), který se tak stal po pozitronu druhou nalezenou antičásticí, jejichž existenci teoreticky předpověděl Paul Dirac.
V následujících letech se se svými kolegy zaměřil na studium interakcí antiprotonů s dalšími částicemi. Během tohoto výzkumu byla objevena další antičástice, tentokrát antineutron. V 60. letech byl pak společně s Carsonem Jeffriesem a Gilbertem Shapirem průkopníkem použití polarizovaných protonů mimo jiné ke studiu spinové závislosti vysokoenergetických procesů, k určení parity hyperonů či k testům časové symetrie v elektron-protonových srážkách. Ke konci 70. let a začátkem 80. let se účastnil výzkumu interakcí urychlených lehkých jader s jinými atomovými jádry na urychlovači Bevalac v Lawrence Berkeley National Laboratory.
Ke konci své vědecké kariéry pracoval společně s Davidem Nygrenem na vývoji tzv. časově projekční komory (Time projection chamber), detektoru částic, který byl úspěšně použit k výzkumu elektron-pozitronových srážek na lineárním urychlovači ve Stanfordu (SLAC).
Chamberlain se též aktivně účastnil řady hnutí za mír, lidská práva či svobodu slova. Vystoupil např. proti válce ve Vietnamu a byl významným členem hnutí Scientists for Sakharov, Orlov and Shcharansky, které vzniklo na podporu ruských vědců vězněných v Sovětském svazu pro svá politická přesvědčení. V 80. letech se otevřeně postavil za ukončení vývoje a výroby jaderných zbraní.
V roce 1943 se Chamberlain oženil s Beatrice Babette Copper († 1988), se kterou měl tři dcery a jednoho syna. Později se oženil ještě dvakrát – s June Steingart Greenfield († 1991) a Sentou Pugh Gaiser. V roce 1985 byla u něho diagnostikována Parkinsonova nemoc a o čtyři roky později ukončil svou dlouholetou kariéru učitele na univerzitě v Berkeley. Na následky komplikací spojených s jeho nemocí zemřel 28. února 2006 v Berkeley ve věku 85 let.